# District de Gourdon
Le district de Gourdon est une ancienne division territoriale française du département du Lot de 1790 à 1795.
Il était composé des cantons de Gourdon, Carlucet, Cazals, Monfaucon, Payrac, Saint Germain et Salviac.